# 駐瓜地馬拉外交機構列表

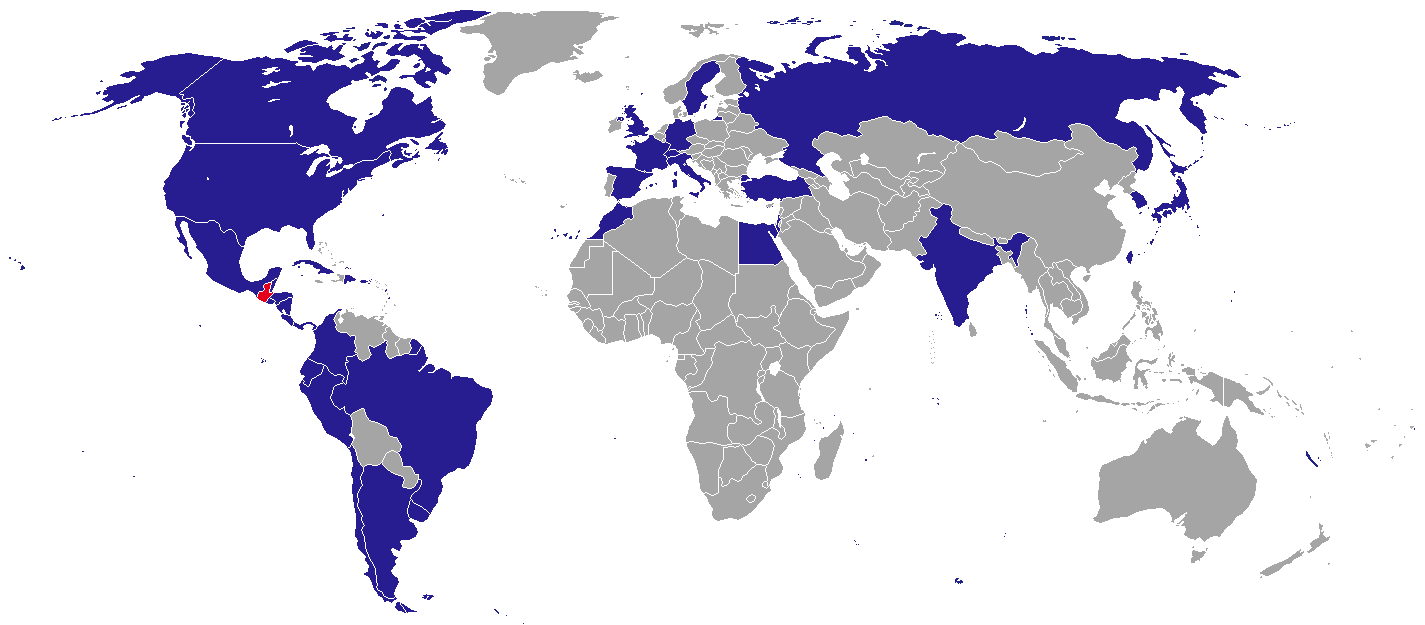
在瓜地馬拉常設外交機構的國家一覽
瓜地馬拉
在瓜地馬拉常設外交機構的國家

駐瓜地馬拉外交機構列表列出了各國駐在危地马拉的外交代表機構，包含大使館、領事館及代表處等。該國首都瓜地馬拉市一共駐有37間大使館。

## 大使館
駐於瓜地馬拉市：
- 阿根廷
- 巴西 [1]
- 加拿大
- 智利[2]
- 中華民國（大使館）
- 哥伦比亚[3]
- 古巴
- 埃及
- 薩爾瓦多
- 法國
- 德国
- 聖座
- 印度[4]
- 以色列
- 義大利
- 日本
- 墨西哥[5]
- 摩洛哥
- 尼加拉瓜
- 巴拿马
- 秘魯[6]
- 俄羅斯
- 馬爾他騎士團
- 西班牙
- 瑞典
- 瑞士
- 土耳其
- 英国
- 美国
- 乌拉圭
- 委內瑞拉

## 領事館
駐於克薩爾特南戈：
- 墨西哥[7]

駐於阿尤特拉：
- 墨西哥[7]

## 其他
- 奥地利（大使辦公室）
- 欧盟（代表團）

## 非常駐
除非另外註明，否則皆駐於墨西哥城。
- 阿富汗（华盛顿特区）
- 阿尔巴尼亚（华盛顿特区）
- 阿尔及利亚
- 安哥拉
- 奥地利
- 巴哈马（纽约）
- （布里奇顿）
- 比利时
- 玻利维亚
- 保加利亚
- （纽约）
- 中非（华盛顿特区）
- （华盛顿特区）
- 賽普勒斯
- 柬埔寨（哈瓦那）
- （纽约）
- 多米尼克（哈瓦那）
- 赤道几内亚（哈瓦那）
- （纽约）
- 衣索比亞（哈瓦那）
- 丹麦
- 芬兰
- 斐济（华盛顿特区）
- （纽约）
- 希腊
- 几内亚（哈瓦那）
- （哈瓦那）
- （纽约）
- 匈牙利
- 冰島
- 印度尼西亞
- 伊朗
- 伊拉克
- 约旦
- （纽约）
- 科威特
- （华盛顿特区）
- 利比亞
- 賴索托（纽约）
- 黎巴嫩
- （哈瓦那）
- （哈瓦那）
- 馬爾地夫（纽约）
- 马来西亚
- 莫桑比克（哈瓦那）
- 緬甸（哈瓦那）
- 荷蘭
- 新西兰
- 挪威
- 阿曼（华盛顿特区）
- 巴勒斯坦（馬拿瓜）
- 巴基斯坦
- 巴拉圭[8]
- 菲律賓
- 波蘭
- 葡萄牙
- （聖薩爾瓦多）
- 羅馬尼亞
- 圣马力诺（华盛顿特区）
- （华盛顿特区）
- 圣基茨和尼维斯（华盛顿特区）
- 圣卢西亚（华盛顿特区）
- （华盛顿特区）
- 苏里南（哈瓦那）
- 南非
- 塞内加尔（华盛顿特区）
- 塞爾維亞
- 斯洛伐克
- 泰國
- 多哥（华盛顿特区）
- （华盛顿特区）
- 千里達及托巴哥（聖荷西）
- 突尼西亞（华盛顿特区）
- （华盛顿特区）
- （纽约）
- 乌干达（华盛顿特区）
- 乌克兰
- 阿联酋
- （纽约）
- 越南
- 葉門（纽约）
- 辛巴威（华盛顿特区）
- 尚比亞（华盛顿特区）

## 原有的大使館
- 荷蘭
- 挪威